# Hans-Joachim Rehmer
Hans-Joachim Rehmer (* 18. Mai 1937) ist ein ehemaliger deutscher Diplomat. Er war Botschafter der DDR in Pakistan.

## Werdegang
Rehmer legte 1956 das Abitur ab und studierte anschließend bis 1962 am Institut für Internationale Beziehungen in Moskau mit dem  Abschluss als Diplomstaatswissenschaftler.
1963 nahm er seine Tätigkeit im Ministerium für Auswärtige Angelegenheiten (MfAA)auf. Von 1964 bis 1965 war er Attaché an der Botschaft in Prag. In den Jahren von 1966 bis 1968 war er als Dritter Sekretär an der Regionalvertretung Bombay der HV Indien tätig. Von 1968 bis 1970 wirkte er als Vizekonsul am Generalkonsulat der DDR in Burma. Von 1970 bis 1972 war er stellvertretender Sektorleiter in der zweiten AEA (S-SOA) im MfAA. Von 1972 bis 1973 arbeitete er als Zweiter Sekretär und von 1973 bis 1975 als Erster Sekretär in der Botschaft der DDR in Indien. Nach Rückkehr in die Zentrale war er von 1975 bis 1979 Erster Sekretär und von 1979 bis 1988 Sektorleiter in der Abteilung S-SOA des Ministeriums für Auswärtige Angelegenheiten der DDR. 1983 wurde er zum Botschaftsrat ernannt. Von 1984 bis 1988 war er Botschafter in Pakistan und bis 1990 Sektorleiter im MfAA. 1992/1993 arbeitete er als Leiter der Abteilung Ostasien am Deutschen Ostasien-Institut in Berlin. Anschließend war er als stellvertretender Leiter der Asiengesellschaft Berlin tätig.

## Sonstiges
Rehmer trug eine Sammlung fremdsprachiger Ausgaben vom Manifest der Kommunistischen Partei zusammen, darunter nahezu alle in den Sprachen Indiens erschienenen.

## Publikationen
- Lothar Günther, Hans-Joachim Rehmer: Inder, Indien und Berlin. Lotos, Berlin 1999, ISBN 978-3-86176-004-7.
- Hans-Joachim Rehmer, Gustav-Adolf Strasen: Mecklenburg-Strelitz 1918–1945 – ein Land im Umbruch. Edition Lesezeichen, Friedland 2011, ISBN 978-3-941681-20-0.
- Mecklenburg-Strelitz; Ein kultur-historisches Glossar; 2013